# Degrassi
Degrassi è un media franchise canadese formato da sei serie televisive e un film che ha per protagonisti gli studenti della "Degrassi Community School".
Le prime serie erano prodotte da una casa di produzione di proprietà di Kit Hood e Linda Schuyler, la Playing With Time Inc. La seconda generazione è Degrassi: The Next Generation ed è prodotta dalla Epitome Pictures. La terza generazione, ovvero quella attuale, è prodotta da Netflix.

## The Kids of Degrassi Street(1979-1986)
The Kids of Degrassi Street, creata da Linda Schuyler, è stata la prima serie del franchise di Degrassi. La serie nacque inizialmente sotto forma di quattro cortometraggi: Ida Makes a Movie, Cookie Goes to the Hospital, Irene Moves In e Noel Buys a Suit, che vennero trasmessi in orario doposcuola sulla CBC Television nel 1979, 1980, 1981 e 1982. Dato il successo ottenuto dai quattro cortometraggi si decise di realizzarne una vera e propria serie di 26 episodi trasmessa dal 1982 al 1986.
Molti attori di The Kids of Degrassi Street, inclusi Neil Hope, Stacie Mistysyn, Anais Granofsky, Sarah Charlesworth tornarono a recitare in Degrassi Junior High e Degrassi High. Tuttavia i loro personaggi non erano gli stessi. Per questo molti definiscono la serie un precursore e non un prequel.
La serie si occupava di argomenti tipici dell'età dei protagonisti come ad esempio le sfortunate lettere a catena, l'onestà, il divorzio e anche la morte.

## Junior HigheHigh(1987-1991)
Degrassi Junior High fu trasmessa dal 1987 al 1989 per un totale di 42 episodi. Successivamente, gran parte del cast continuò a recitare nella serie spin-off Degrassi High. Degrassi High venne trasmessa sulla CBC e sulla PBS per due anni dal 1989 al 1991. Queste serie sono spesso comparate a Bayside School e Beverly Hills 90210, l'ultima delle quali ha iniziato ad essere trasmessa negli Stati Uniti nello stesso periodo. Così come Saved by the Bell, Degrassi High segue gli adolescenti nelle normali questioni sociali adolescenti di tutti i giorni, ma i loro problemi non sono risolti nel corso di un singolo episodio, ma di più episodi.
Hood e Schuyler successivamente lavorarono insieme su una serie molto simile, Liberty Street, che applica il formato Degrassi ad una serie su persone ventenni che vivono da sole per la prima volta. Pat Mastroianni, una delle attrici della serie Degrassi recitò anche in Liberty Street, naturalmente in un ruolo differente.

## Degrassi TalkeSchool's Out(1992)
Pochi mesi dopo la fine di Degrassi High, fu realizzato un film televisivo di 90 minuti intitolato School's Out che ha concluso la serie. Esso ha suscitato rabbia e diverse polemiche tra i fan e critici per l'insolita caratterizzazione dei personaggi familiari e per la presenza di scene sessualmente esplicite e di un linguaggio volgare. La versione integrale di questo film fu però trasmessa unicamente in Canada, mentre i telespettatori statunitensi ebbero modo di vedere una versione edulcorata. Subito dopo il film fu trasmessa una serie di documentari in sei puntate dal titolo Degrassi Talk.

## The Next Generation(2001-2015)
Nel 2001 la serie Degrassi venne ripresa da Stephen Stohn col titolo Degrassi: The Next Generation. Durante la serie Degrassi Junior High Christine Nelson aveva dato alla luce una bambina di nome Emma, la quale è la protagonista della quarta serie. Questa serie di Degrassi affronta i problemi che molti adolescenti devono affrontare al liceo. La serie ha ottenuto un grande successo ed è seguita sia da adolescenti che da adulti. La serie è stata trasmessasu CTV, MuchMusic e attualmente su MTV. Fuori dal Canada, è stata trasmessa negli Stati Uniti d'America sul canale via cavo TeenNick e su MTV, nei Paesi Bassi su Z@PP, in Brasile sul canale via cavo Multishow, in Australia su ABC3 e Nickelodeon, in Messico, Perù, Venezuela e Cile sul canale via cavo MTV Latin America e in Polonia sul canale di Canal+ ZigZap.
Questa nuova versione di Degrassi ha affrontato diversi argomenti tra i quali i predatori online, il suicidio, la censura, le gangs, l'autolesionismo, le sparatorie a scuola, l'arresto, lo stupro, gli abusi, le droghe, l'alcoolismo e gli omicidi.
Nel 2009, l'ottava stagione si è conclusa con un film intitolato Degrassi Goes Hollywood. Anche la nona stagione, terminata il 16 luglio 2010, si è chiusa con un film di due ore intitolato Degrassi Takes Manhattan.
La decima stagione di Degrassi: The Next Generation ha segnato un cambiamento nello stile di produzione che ha visto la serie assumere un formato da soap opera. La decima stagione è anche la prima stagione a non riportare più la dicitura "The Next Generation" nel titolo. Le ultime stagioni hanno raggiunto anche la soglia dei 40 episodi a stagione.
La serie si è poi conclusa nell'agosto 2015, con l'ultimo episodio della quattordicesima stagione. Raggiungendo questo record, la serie rimane l'unico teen drama americano ad aver raggiunto il quattordicesimo anno di produzione.
Successivamente il canale Family Channel in co-produzione con Netflix ha deciso di produrre una nuova serie, intitolata Degrassi: Next Class con un cast quasi totalmente nuovo. La serie va in onda dal 4 gennaio 2016.

## Next Class(2016-2017)
La serie narra sempre delle vicende dei ragazzi frequentanti la Degrassi Community School a Toronto. Il programma rimane un teen drama che si concentra su temi adolescenziali di grande spessore, ma anche internet e l'effetto dei social network sui ragazzi di oggi. La sigla include effetti che ricordano alcuni social network, che vengono poi nominati o parodiati nella serie, come Facebook (con l'aggiunta di una frase-stato insieme al nome di profilo), Snapchat (con un quadrato all'angolo in basso a sinistra invece di un cerchio in alto a destra, quando si visualizza il profilo di qualcuno), e Instagram (con una stella a cinque punte al post del cuore quando si clicca mi piace a una foto con il doppio tocco). La prima stagione è stata trasmessa a gennaio 2016, la seconda a luglio 2016; la terza e una quarta stagione nel 2017.